# Katarzyna Kozłowska
Katarzyna Agnieszka Kozłowska (ur. w 1982 w Gdańsku) – polska dziennikarka, redaktor i menedżer mediów. W latach 2019–2023 redaktor naczelna dziennika „Fakt”, odpowiedzialna za transformację cyfrową dziennika. Wcześniej m.in. redaktor naczelna kwartalnika „THINKTANK”, redaktor naczelna i współzałożycielka wydawnictwa Kurhaus Publishing, zastępca redaktora naczelnego i p.o. redaktora naczelnego „Wprost”, wydawca i komentatorka dziennika „Polska”.

## Życiorys
Ukończyła studia dziennikarskie na Uniwersytecie Warszawskim i uzyskała tytuł MBA (specjalizacja: Innowacje) na Hult International Business School w Londynie. 
Od 2004 pracowała w „Fakcie”, jako redaktor działu „Ludzie” i szef działu „Polityka”. W latach 2007–2008 była zastępcą redaktora naczelnego „Super Expressu”, w którym utworzyła dział „Opinie”. Współpracowała z magazynem „Machina” i z Telewizją Polską. W latach 2008–2010 była zastępcą redaktora naczelnego „Wprost”, od lutego 2010 pełniła obowiązki redaktora naczelnego tygodnika. Złożyła wypowiedzenie pod koniec kwietnia 2010. Następnie została wydawcą i komentatorem dziennika „Polska”. W latach 2011-2018 prowadziła, wraz z Agnieszką Liszką, wydawnictwo o profilu ekonomicznym Kurhaus Publishing. W latach 2019-2023 kierowała dziennikiem „Fakt” i jego wersją cyfrową Fakt.pl.
Przeprowadziła wywiady m.in. z: Garym Beckerem, Zbigniewem Brzezińskim, Brentem Scowcroftem, Jeremym Rifkinem, Alvinem Tofflerem, Lechem Kaczyńskim, Jarosławem Kaczyńskim, Donaldem Tuskiem, Leszkiem Balcerowiczem i Markiem Kondratem. W 2012 w „Dzienniku Gazecie Prawnej” prowadziła cykl rozmów z prezesami największych polskich spółek pt. „Przywództwo wyższego stopnia”.
Autorka Abecadła Jadwigi Kaczyńskiej.